# Jamie Staff
Jamie Alan Staff MBE (ur. 30 kwietnia 1973 w Ashford) – brytyjski kolarz torowy i BMX, mistrz olimpijski, trzykrotny mistrz świata na torze oraz mistrz świata BMX. 
Dwukrotnie występował w igrzyskach olimpijskich (2004, 2008). W 2004 w Atenach zajął 5. miejsce w drużynowym sprincie i 12. w keirinie, natomiast cztery lata później w Pekinie (2008) osiągnął największy sukces, zdobywając razem z Chrisem Hoyem i Jasonem Kennym złoty medal w drużynowym sprincie.
Wielokrotny medalista mistrzostw świata, trzykrotnie zdobył złoty medal - wygrał konkurencję keirin na mistrzostwach świata w 2004 roku oraz dwukrotnie triumfował w drużynowym sprincie (2002, 2005).